# Alfonso Gómez de Orozco
Alfonso Luis Gómez de Orozco Suárez (San Andrés Tuxtla, Veracruz; 26 de febrero de 1915 - 28 de diciembre de 1995; Toluca, Estado de México).
Político, emprendedor y empresario mexicano miembro del Partido Revolucionario Institucional Mexicano, que desempeñó varios cargos políticos y sociales en el Estado de México y en el Distrito Federal, llegando a ser presidente municipal de Toluca, diputado federal de la XLIX Legislatura del Congreso de la Unión de México por el distrito uninominal de mayoría relativa en el IV Distrito Electoral Federal del Estado de México y secretario de Obras y Servicios del Distrito Federal en el ámbito político. Socio Fundador de Carrocerías Toluca (CATOSA), Socio Fundador del Club Deportivo Toluca, Socio Fundador de Grupo Flecha Roja, y socio de otras varias compañías de transporte en el Estado de México y el Distrito federal.

## Primeros años e inicios
Alfonso, nació de Don Francisco Gómez de Orozco y Vallejo y Doña María Isabel Suárez Miravete y Pereyra, siendo el cuarto de cinco hijos. Don Francisco de nacionalidad española, era escritor y llegó a México en busca de negocios e inversiones, fincando una hacienda en San Andrés Tuxtla, Veracruz y fundando una carbonera. Su padre muere al estallar la Revolución Mexicana, de una terrible depresión cuando los revolucionarios ocupan y le enajenan la hacienda, perdiendo también su carbonera.
Alfonso al ver desprotegida a su familia, comienza a trabajar contando solamente con ocho años de edad en las calles de Veracruz vendiendo calzado Canadá, cargando vidrios en una cristalera y como herrero local.
Incluso aunque habiendo solamente cursado la mitad de la primaria, Alfonso aprendió a hablar inglés cuando en sus ratos libres jugaba al tenis con un americano, mismo que le contagió la afición por dicho deporte.
Al cumplir los treinta y un años de edad, y habiendo resguardado a su familia, conoce a la que llegaría a ser su futura esposa, Amalia González Osés, quien entonces fuera la ahijada y sobrina del gobernador del Estado de México Alfredo del Mazo Vélez en un baile festivo del 15 de septiembre de 1946 en el Palacio de Gobierno del Estado de México.
Contrae nupcias con Amalia el 13 de abril de 1947. Procrearon siete hijos.

## Vida y obra
En el año de 1948, se muda a Toluca, en donde comienza a forjar y cimentar amistades y lazos en las altas esferas políticas, y comienza a fundar Carrocerías Toluca, S.A.
Alfonso entabló senda amistad con quien en aquel entonces fuera un simple maestro rural Carlos Hank González, misma que al través de los años fue de sus más íntimas y cercanas amistades que le fueran a presentar grandes oportunidades en la vida.
Creó el Club Deportivo Toluca en 1963 bajo el eslogan de "Deporte, unión y amistad", siendo Don Alfonso un gran aficionado y ágil jugador de tenis, comenzó como un club de tenis. Fundó en el Hipódromo de las Américas la "Cuadra Toluca", que fue galardonada con varias victorias.
En 1970 fungió en la Presidencia Municipal del Ayuntamiento de Toluca, donde fue mentor y amigo del luego gobernador Mario Ramón Beteta. Al terminar dicha gestión, gana las elecciones como diputado federal por el Estado de México. Es nombrado director general, director operativo y director financiero y administrativo de la Comisión Estatal de Agua y Saneamiento del Estado de México. Posteriormente, desempeña su último cargo público como secretario en la Secretaría de Obras y Servicios del Distrito Federal.
En 1973, muere su segundo hijo Alfonso Salvador, en un accidente automovilístico, razón por la cual se hunde en una terrible depresión y deja el ámbito político.
Como Presidente Municipal, pavimentó las calles de los 24 pueblos marginados en el municipio y en el Estado de México y les llevó agua y luz eléctrica. Junto con Doña Amalia su esposa, trabajaron en labores de rescate humano y juntos fundaron la primera "Casa de la Mujer" en el Estado de México, misma que atendía al bienestar de las mujeres de bajos recursos brindándoles apoyo jurídico, sanitario, de trabajo, entre otros. Promovió la cultura mexiquense y llevó a cabo la obra de la Terminal Única de Autobuses de Toluca en su segunda edición, una estructura novísima así como los trabajos de desarrollo del Paseo Tollocan. Fue de los primeros en fincar y promover el turismo en el municipio de Valle de Bravo, municipio donde conocería a otro gran amigo suyo, el expresidente Adolfo López Mateos, con quien siendo vecinos en el Callejón del Artista entabló una entrañable amistad. Jugaban todas las tardes dominó y ya fuera en casa de uno o del otro se hacían reuniones y tardes de amenas charlas. Posteriormente y a raíz de la enfermedad del expresidente, se celebró un contrato de compraventa en el cual Alfonso compró la casa del expresidente, para unirla con la suya.
Entre sus íntimas amistades también resalta y solo por nombrar algunos cuantos, Mario Ramón Beteta, Nemesio Diez Riega, Leonardo Rodríguez Alcaine, Jorge Jiménez Cantú y Luis Echeverría Álvarez, con quien tuviera un contacto directo y cercano en los tiempos en que fungió como político.
Intolerante de la injusticia y de la corrupción, combatió y enfrentó los abusos de poder y los gastos ilícitos a costa del erario público, siendo a tal grado que en el año de 1980, sufre un atentado mientras montaba a caballo en una cabalgata de proselitismo a lado de Carlos Hank González su íntimo amigo, socio y compadre, y otras amistades donde sufre una caída por un proyectil asestado contra su yegua cayendo a un despeñadero, y sufriendo un gravísimo traumatismo craneal y fractura de la base ocular. Hank González se encargó del mejor servicio médico e inmediatamente fue trasladado a Houston, Texas. A raíz de dicho atentado tuvo una serie de problemas vasculares, que lo confinaron a graves derrames.
Aunque nunca se recuperó del todo, en años postreros de su vida fue galardonado con múltiples reconocimientos políticos y sociales en actos solemnes frente a un país agradecido que le recordaría con mucho aprecio.
Falleció la madrugada del 28 de diciembre dormido en su lecho. Al funeral atendieron sus amistades políticas e íntimas donde se le despidió al ritmo de los mariachis con la canción "¿Y tú qué has hecho?" de Eusebio Delfín.
Como homenajes póstumos tuvo, la inauguración de un Circuito a su nombre en la Ciudad de Toluca, y una escuela pública primaria en la misma ciudad.